# Grabnar
Grabnar je priimek v Sloveniji, ki ga je po podatkih Statističnega urada Republike Slovenije na dan 1. januarja 2010 uporabljalo 473 oseb in je med vsemi priimki po pogostosti uporabe uvrščen na 665. mesto.

## Znani nosilci priimka
- Boris Grabnar (1921 - 2003), novinar, publicist, dramatik, komunikolog, strokovnjak za retoriko
- Boštjan Grabnar (*1971), skladatelj, glasbeni aranžer in producent
- Božidar Grabnar (1946 - 2004), slikar in ilustrator
- Drago Grabnar (*1956), baletni plesalec
- Dušan Grabnar (1930 - 1997), gospodarstvenik, direktor Slovenijašport-a
- Igor Grabnar, maketar (izdelovalec dioram)
- Iztok Grabnar (*1971), farmacevt, farmakolog
- Jurij Grabnar (Grabner) (1806 - 1862), politik, pesnik, pisatelj (učitelj šaha v Alojzijevišču)
- Klemen Grabnar (*1982), muzikolog, pevec stare glasbe
- Klemen Grabnar (*1987), metalurg
- Marjan Grabnar (*1951), brigadir SV
- Miklavž Grabnar (*1936), biolog, molekularni genetik, univerzitetni profesor
- Pegi Ahlin Grabnar (*1971), farmacevtka
- Tin Grabnar (*1992), gledališki režiser in igralec
- Tina Grabnar, športna strelka
- (Dana) Zalka Grabnar Kogoj, gledališčnica, dramatičarka, pesnica